# Rivalitat de hip hop entre la costa est i la costa oest
La rivalitat entre la costa est i la costa oest va ser una disputa entre artistes i fans de les escenes de hip hop de la costa est i de la costa oest als Estats Units, especialment a partir de mitjans dels anys noranta. Els principals actors del conflicte van ser, d'una banda, el raper de la costa est The Notorious BIG amb Puff Daddy i el seu segell de Nova York, Bad Boy Records i, de l'altra, el raper de la costa oest Tupac Shakur amb Suge Knight i el seu segell de Los Angeles, Death Row Records. La disputa va culminar amb ambdós artistes sent assassinats. Tot i haver-hi diversos sospitosos identificats, els assassinats encara no han sigut resolts.

## Rivalitat

### Rerefons
Generalment es considera que la música i la cultura hip hop es van originar a la costa est dels Estats Units, concretament a la ciutat de Nova York. Arrel d'això, feia la sensació que els rapers de Nova York sentien que la seva escena hip hop era superior a altres cultures hip hop regionals, mentre que els de la costa oest dels Estats Units semblava que havien desenvolupat cert complex d'inferioritat.
A finals de la dècada de 1980, però, el hip hop de la costa oest estava eclosionant, liderat per grups com NWA de Compton, Califòrnia. El 12 de novembre de 1991, el raper del Bronx Tim Dog va publicar l'àlbum Penicillin on Wax. Contenia línies que es burlaven dels artistes de la costa oest i una diss trackdirigida als membres de NWA, inclòs Dr. Dre, titulada " Fuck Compton ", a la que el mateix Dr. Dre respondria un any més tard al seu àlbum de debut en solitari, The Chronic. Tot i que Tim Dog no figuraria en les últimes etapes del conflicte, la seva diss track presagiava el que havia d'arribar. Aquest també va ser el mateix any en què Uncle Luke va publicar l'àlbum In the Nude que també atacava Dr. Dre.
El 1991, Suge Knight va cofundar Death Row Records a Los Angeles juntament amb Dr. Dre, Dick Griffey i The DOC. Knight, nadiu de Compton, Califòrnia i un Blood, era un dels irritats de la Costa oest per la condescendència de l'escena hip hop de l'est cap a la de l'oest.
El 1993, el jove executiu d'A&amp;R i productor discogràfic Sean "Puff Daddy" Combs va fundar el segell de hip hop Bad Boy Records, a Nova York. Els primers llançaments del segell, publicats l'any següent, van ser del raper de Brooklyn The Notorious BIG (també conegut com Biggie Smalls) i del raper de Long Island Craig Mack, que es van convertir immediatament en èxits de crítica i vendes.
El 1994, el raper i actor Tupac "2Pac" Shakur, nascut a Nova York però resident a Califòrnia, havia llançat dos àlbums d'èxit i havia protagonitzat tres pel·lícules. Tanmateix, la seva carrera va poder estar en perill, ja que tenia pocs diners i va ser jutjat a Nova York per càrrecs d'abús sexual, sodomia i tinença d'armes.

### El tiroteig de Quad Studios
El 30 de novembre de 1994, 2Pac havia d'anar a gravar un vers amb Little Shawn als Quad Studios de Manhattan per ajudar a pagar els seus honoraris legals. Quan va arribar, membres de Junior MAFIA, un grup afiliat a Bad Boy, van saludar a crits a 2Pac des del carrer de sota. Un cop dins de l'edifici, dos pistolers van ordenar a tots els presents a al vestíbul que seguessin a terra. Quan 2Pac va dubtar, li van disparar cinc vegades i el van robar. Mentre el treien de l'edifici en una llitera, 2Pac va ensenyar el dit del mig a Biggie i altres afiliats de Bad Boy que eren allà presents.
Un dia després, 2Pac va ser condemnat per abús sexual. Més tard, va donar a entendre en una entrevista amb Kevin Powell, de Vibe, que Biggie, Puff Daddy i el cap d'Uptown Records, Andre Harrell, estaven implicats o eren responsables del tiroteig a Quad Studios. Entre el dia que es va fer aquesta entrevista i el dia que es va publicar l'article, Puff Daddy va visitar 2Pac a Rikers Island i li va assegurar que Bad Boy no estava implicat el tiroteig.
El febrer de 1995, es va publicar " Who Shot Ya? ", una cançó de la cara B del senzill " Big Poppa " de The Notorious B.I.G. Tot i que Combs i Biggie van negar tenir res a veure amb el tiroteig i van afirmar que "Who Shot Ya?" havia estat gravada abans del tiroteig, 2Pac ho va interpretar com una burla dirigida cap a ell.

### Premis Source 1995
El 3 d'agost de 1995, Suge Knight va llençar una indirecta a Puff Daddy als Premis Source d'aquell any a la ciutat de Nova York, anunciant a l'assemblea d'artistes i figures de la indústria: "Qualsevol artista que vulgui ser un artista i seguir sent una estrella, i no es vulgui haver de preocupar perquè el productor executiu intenti sortir als vídeos... als discos... ballant, que vingui a Death Row!" - referint-se a la tendència de Combs a aparèixer als vídeos musicals dels seus artistes i a fer ad-libs a les seves cançons. Per a l'audiència de Nova York, els comentaris de Knight van semblar una falta de respecte per a tota l'escena de hip hop de la costa est i hi va haver una esborncada per part del públic.
Hi va haver una altra esbroncada del públic quan Dr. Dre va ser nomenat Productor de l'Any. En resposta, l'artista de Death Row Snoop Doggy Dogg va agafar el micròfon de Dr. Dre i va preguntar a la multitud: "La costa est no té amor per Dr. Dre i Snoop Dogg i Death Row? No ens estimeu? No ens estimeu?! Doncs que se sàpiga! No ens importa una merda. Sabem que sou de la costa est! Sabem on collons som!"
Puff Daddy, el presentador, més tard va pujar a l'escenari i va dir al públic: "Tot aquest rotllo de l'Est i l'Oest, això s'ha d'acabar. Així que aplaudiu a tothom de l'Est i l'Oest que ha guanyat aquesta nit. Estimem-nos per igual".

### Assassinat de "Big Jake" Robles, publicació de les diss tracks de 2Pac
Els problemes van continuar el mes següent quan Suge Knight i Puff Daddy van assistir a una festa d'aniversari del músic Jermaine Dupri al platinum House club d'Atlanta. El conflicte entre els dos grups es va estendre fora del club i Jai "Big Jake" Robles, un amic íntim de Knight i afiliat a Death Row Blood, va rebre un tret mortal mentre pujava a una limusina. Knight va acusar Combs (també assistent) d'estar implicat en el tiroteig.
Poc després de la mort de Robles, Knight va aconseguir l'alliberament de 2Pac de la presó pagant la fiança d'1,4 milions de dòlars. Va creuar el país en avió per anar a la instal·lació correccional de Clinton i recollir-lo amb una limusina llogada. Poc després del seu alliberament, 2Pac es va unir a Knight en la creixent enemistat que Death Row tenia cap a Bad Boy Records. 2Pac va insultar o amenaçar Biggie, Bad Boy i els seus afiliats en diverses cançons des de finals de 1995 fins a 1996. Alguns exemples inclouen les cançons "Against All Odds", "Bomb First (My Second Reply)" i " Hit 'Em Up ".
El grup de Queens Mobb Deep, que havia sigut anomenat a "Hit 'Em Up" de 2Pac, va publicar " Drop a Gem on 'Em " l'agost de 1996 com a resposta directa. L'any 2011, Mobb Deep's Prodigy recordava la seva reacció després d'escoltar Hit 'Em Up: "Tan aviat com vam sentir a Tupac dir alguna cosa sobre Mobb Deep, vam anar a totes i vam fer aquella cançó sobre ell. Pensavem: "Que follin a aquest nigga, anem amb tot contra aquest nigga i amb qui collons estigui'"
2Pac també va interpretar la cançó de 1995 del raper novaiorquès LL Cool J " I Shot Ya " com una diss track referida al tiroteig de Quad Studios. El 1996, 2Pac es va enfrontar a Keith Murray, qui sortia als crèdits de la cançó, a la California House of Blues. Murray va deixar clar que el tema no era sobre 2Pac.
Tot i que Biggie mai va publicar cap tema amb un atac explícit, el membre de Junior MAFIA Lil' Cease va afirmar en una entrevista a XXL que 2Pac era el tema principal de la cançó de Biggie " Long Kiss Goodnight ". Puff Daddy, però, va negar rotundament aquesta teoria, argumentant que si Biggie hagués insultat 2Pac, ho hauria fet dient-li pel seu nom.
Durant aquest temps, els mitjans de comunicació es van volcar sobre la rivalitat i la van batejar com una guerra de rap costaner, parlant-ne contínuament. Això va fer que els fans d'ambdues escenes prenguessin partit en el conflicte.

### Faith Evans

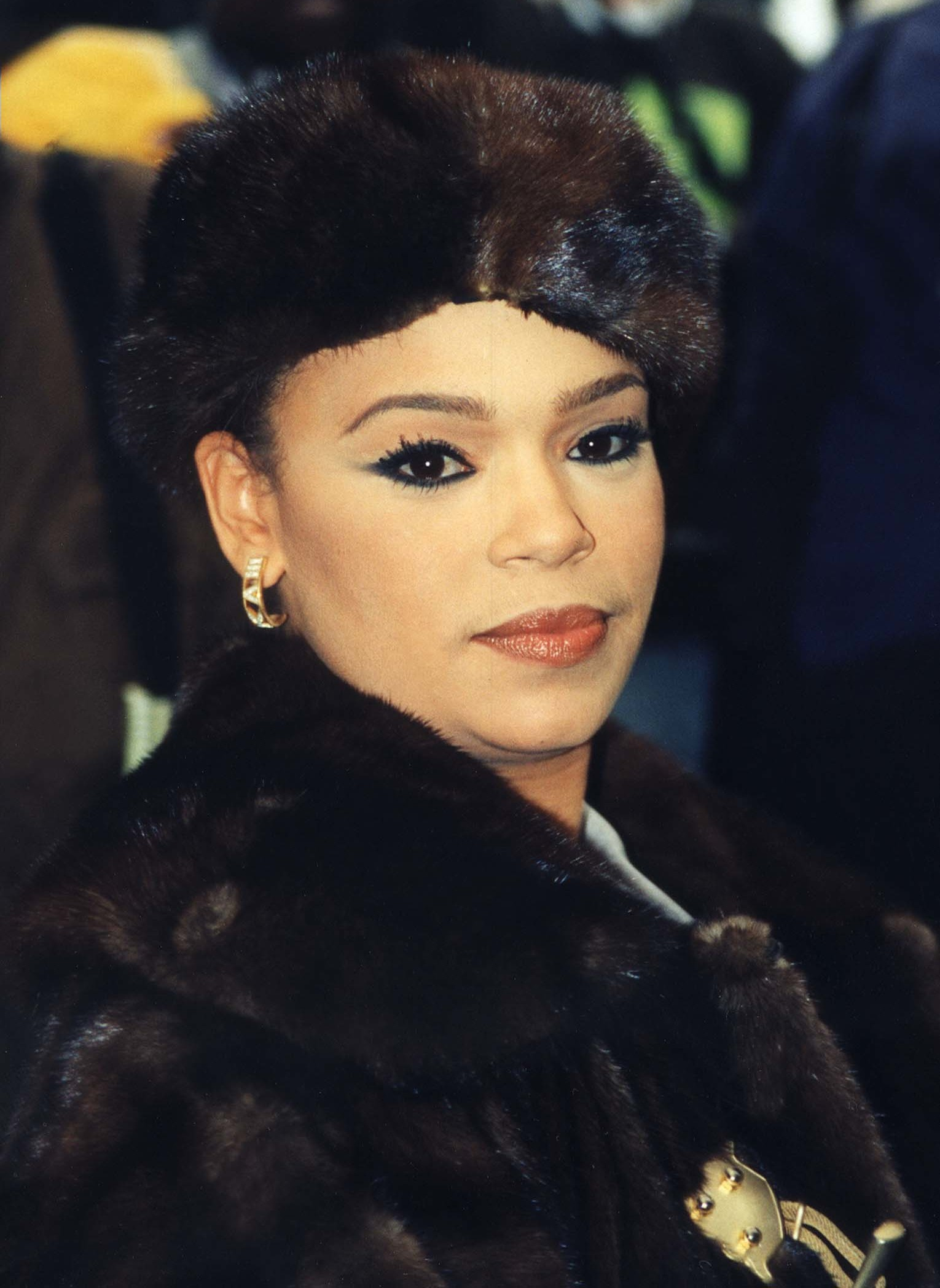
Faith Evans el 1998

L'octubre de 1995, 2Pac va conèixer l'ex-dona de Biggie, la cantant de Bad Boy Faith Evans, en una festa i van acordar que 2Pac li pagaria 250.000 dòlars perquè cantés en una de les seves cançons. Segons Evans, després de gravar la seva part, 2Pac es va negar a pagar-li a no ser que tingués relacions sexuals amb ell, al que ella es va negar.
Tot i que Evans va continuar negant els rumors que estigués involucrada sexualment o romànticament amb 2Pac, Suge Knight i 2Pac estaven fent el contrari. El gener de 1996, van donar a entendre a Lynn Hirschberg de The New York Times que 2Pac estava en una relació amb Evans perquè ella li havia fet regals i ell els hi havia tornat amb el que va donar a entendre que eren favors sexuals. Biggie es va enrabiar quan es va assabentar d'aquest article i es va enfrontar agressivament a Evans. En públic, però, va intentar mostrar-ho com una broma. Més tard, a "Hit 'Em Up", 2Pac va fer les seves insinuacions explícites, arribant a dir: "Em vaig follar a la teva puta, gran fill de puta" i "tu dius ser un follador però jo m'he follat a la teva dona".
Escriptors de hip hop, com Allison Samuels de Newsweek i Kierna Mayo ' The Source, van descriure Evans com "un peó" en el complot de venjança de 2Pac contra Biggie i la lluita pel poder entre els dos. Els mitjans no la van tractar amb gaire simpatia. Vibe va fer broma el març de 1996 dient que Evans estava "perdent pes de tot aquell córrer d'aquí cap allà entre el Notorious B.I.G. i Tupac".

### "New York, New York"
El desembre de 1995, Tha Dogg Pound, un grup de Death Row, estava a Red Hook, Brooklyn, filmant el vídeo musical del seu senzill "New York, New York ". La música de la cançó utilitzava una base que Biggie havia fet servir per rapejar en un anunci de St. Ides. Biggie va trucar a la ràdio local de hip hop Hot 97 i va dir "Tha Dogg Pound i 2Pac estan gravant un vídeo a Red Hook. Brooklyn, alçeu-vos!" segons recordava Snoop Doggy Dogg. Tha Dogg Pound, que estava escoltant la ràdio en aquell moment, ho va interpretar com un gest amable i va pensar que Biggie estava convocant els fans al seu set de rodatge. Poc després de la trucada, però, es van disparar trets contra el tràiler de Tha Dogg Pound. El pistoler mai va ser identificat. Després del rodatge, es va afegir una escena al vídeo musical que mostrava a Snoop Dogg destruint edificis i cotxes a la ciutat de Nova York com si fos Godzilla. El 1996, els rapers de la costa est Capone-N-Noreaga, Mobb Deep i Tragedy Khadafi van gravar un diss de revenja titulat " LA, LA ". Va ser publicat el 1996 a Penalty Recordings.

### Tupac contra The Notorious BIG
El 7 de setembre de 1996, Tupac Shakur va ser disparat en un tiroteig a la intersecció de Flamingo Road i Koval Lane a Las Vegas, Nevada. Va ser traslladat al Centre Mèdic de la Universitat del Sud de Nevada, on va morir sis dies després. El 2002, Chuck Philips va escriure l'article "Who Killed Tupac Shakur?" on deia, "el tiroteig va ser dut a terme per una banda de Compton anomenada Southside Crips per venjar la pallissa d'un dels seus membres per part de Shakur unes hores abans... Orlando Anderson, a qui Shakur havia atacat, va disparar els trets mortals. La policia de Las Vegas va desestimar Anderson com a sospitós i el va entrevistar només una vegada, breument. Gairebé dos anys després, el 29 de maig de 1998 Anderson va ser assassinat en un "tiroteig de banda de carrer no relacionat". El mencionat article de Philips i el que el va seguir, "Com la policia de Las Vegas va donar pals de cec en el cas de Tupac Shakur" van implicar al conflicte rapers de la costa est, inclòs Notorious B.I.G.
Sis mesos després de la mort de Tupac, el 9 de març de 1997, el mateix The Notorious BIG va ser assassinat en un tiroteig per part d'un assaltant desconegut a Los Angeles, Califòrnia.

### Esforços de reconciliació
El 22 de setembre de 1996, Louis Farrakhan va convocar una cimera de pau a la mesquita Maryam arran de l'assassinat de 2Pac, i una altra després del tiroteig de Biggie el març de 1997.
El febrer de 1997, Snoop Dogg i Combs van muntar una roda de premsa on van demanar que s'acabés la disputa de rap entre la costa est i la costa oest que ja s'havia cobrat la vida de 2Pac. "Els nens de tot el món estan mirant", va dir Snoop. "Demanant una treva els estem donant un motiu per viure". Tanmateix, els seus esforços no van aconseguir aturar la violència; Menys d'un mes després, The Notorious BIG moria en un tiroteig mentre s'aturava en un semàfor a Los Angeles.
El 3 d'abril de 1997, figures clau de la indústria del rap van ser convocades a la casa del ministeri de Farrakhan a Chicago per a una reunió en profunditat. L'objectiu principal era posar fi a la rivalitat Est/Oest. A la mà hi havia artistes com Snoop Dogg, Tha Dogg Pound, Ice Cube, Bone Thugs-n-Harmony i Fat Joe.

#### Recentment
En temps més recents, alguns rapers han promogut la unitat en les seves lletres. Per exemple, al senzill d'Eminem i Snoop Dogg " From the D 2 the LBC " (que vol dir "From Detroit to Long Beach, Califòrnia "), la tornada conté la lletra: "Siguis Eastside o Westside, dispara la teva pistola!", juntament amb altres lletres de la cançó que parlen de les dues costes dels Estats Units. Eminem és de Detroit, que es troba al Midwest, mentre que Snoop Dogg és de Long Beach, que es troba a la costa oest.